# 林家佑 (藝人)
林融皓（1982年6月18日—），本名林家佑，台灣演員。畢業於景文技術學院。在2011年8月參加第一屆民視「鳳凰之星徵星計畫」，後加入鳳凰藝能。除了平面廣告之外，也參與戲劇演出。2015年與小小瑜合作《紅色倒數24》首度擔任第一男主角，因此而打開知名度。後來也在網路上拍攝微電影，也讓觀眾印象深刻。

## 演出作品

### 電視劇
| 年份   | 電視台     | 劇名                | 角色               | 性質         |
| 2001年 | 華視       | 貧窮貴公子          | 大山               |              |
| 2004年 | 台視       | 兄弟姊妹            | 林孝志             |              |
| 2009年 | 公視       | 痞子英雄            | 刑警               |              |
| 2011年 | 民視       | 廉政英雄            | 胡錦瑞             | 單元主角     |
| 2014年 | 民視       | 龍飛鳳舞            | 四兩               |              |
| 2015年 | 大愛電視台 | 金門大國銘          | 李育邦             | 第二代男主角 |
| 2015年 | 大愛電視台 | 紅色倒數24          | 林晨見             | 男主角       |
| 2016年 | 大愛電視台 | 家有滿子            | 謝睿堔             |              |
| 2016年 | 民視       | 阿不拉的三個女人    | 電影男主角         | 客串         |
| 2016年 | 八大戲劇台 | 命運交叉路-夜店驚魂 | 李麥可             | 單元男配角   |
| 2017年 | 台視       | 牡丹花開            | 林志文             |              |
| 2018年 | 三立都會台 | 姊的時代            | 陳科長             | 客串         |
| 2018年 | 三立台灣台 | 戲說台灣-曹公鬥龍母 | 王龍 (海生)/王保安 |              |
| 2018年 | 三立台灣台 | 戲說台灣-葬生基     | 李泰安             |              |
| 2019年 | 大愛電視台 | 百歲仁醫            | 杜詩綿（少年）     | 男配角       |
| 2020年 | TVBS歡樂台 | 墜愛                | 郭俊霖             | 客串         |

### 微電影
| 年份   | 電視台 | 劇名                                 | 角色   | 來源  |
| 2009年 | 民視   | 豬哥會社(短劇)                       | 皇上   |       |
| 2013年 |        | 屏東縣政府微電影《情定四重溪》       | 山口   | [ 1 ] |
| 2016年 |        | 司法院人民參與審判微電影《裁量之間》 | 黃亦盛 | [ 2 ] |

### 舞台劇
| 年份   | 劇名          | 來源  |
| 2009年 | 果陀劇場-梁祝 | [ 3 ] |

## 平面
- Taipei walker
- 茉莉髮型書
- V-man
- 錢櫃雜誌
- 匯豐會員誌
- 新光三越DM
- 婚紗DM『紐約．紐約』
- 婚紗DM『Demetrios』
- 隱形眼鏡代言『美麗康彩色日拋』
- UE耳機平面
- 百事可樂平面
- 永慶房屋平面
- Uber網路平面
- 婚紗DM『翡麗』
- 遠傳電信平面

## 廣告
- 床的世界
- 家樂福中元節『平安幕後篇』
- 康師父３＋２餅乾
- 台灣精品
- 台灣大哥大『黑莓機篇』
- 公益廣告
- 白蘭氏旭沛蜆精
- 赫龍斌競選形象廣告
- 台北市政府形象廣告
- 歐都納登山用品廣告
- 中華電信網路迷你電影『愛．無礙』
- 康師父茶飲廣告『李冰冰篇(大陸)』
- 永慶房屋『第一時間篇』
- 三洋磁磚『在地感恩篇』
- 永慶房屋『菜鳥篇』
- 永慶房屋『魔術篇』
- 台茂購物中心廣告
- 新時代房地產廣告
- SamSung Note2廣告

## 外部連結
- 林融皓的Facebook專頁
- 民視鳳凰藝能-林家佑 （页面存档备份，存于）
- 游泳型男林家佑 身材精實 （页面存档备份，存于）
- 廣告新寵林家佑 拍攝微美浪漫微電影 （页面存档备份，存于）

1. ↑  ,   [2022-08-03], （原始内容存档于2022-08-03） （中文（中国大陆））
2. ↑  ,   [2022-08-03], （原始内容存档于2022-08-03） （中文（中国大陆））
3. ↑  ,   [2022-08-03], （原始内容存档于2022-08-03） （中文（中国大陆））